# نموذج ديباي

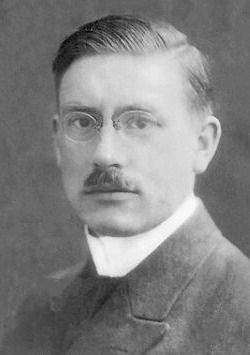
بيتر ديباي

نموذج ديباي في الفيزياء والكيمياء والديناميكا الحرارية (بالإنجليزية: Debye model) هو نموذج أعده العالم الفيزيائي بيتر ديباي عام 1912 لحساب مساهمة الفونون في الحرارة النوعية (السعة الحرارية) في مادة صلبة. النموذج مبني على فكرة حساب اهتزازات الذرات في الشبكة البلورية (والتي هي جزء من الحرارة الداخلية) ومعاملتها كفونونات في صندوق، وهو بعكس نموذج أينشتاين الذي يعتبر أن المادة الصلبة مكونة من ذرات منفردة لا تتآثر مع بعضها البعض، وبالتالي لا تتأثر اهتزازاتها باهتزازات الذرات الأخرى. نجح نموذج ديباي في حساب السعة الحرارية للمواد الصلبة اعتمادها على درجة الحرارة عند درجات حرارة منخفضة جدا، ووجدها تتغير تناسبيا مع T3 – وتسمى هذه العلاقة «بقانون T3 لديباي» Debye T3 law.
يسري قانون ديباي للحرارة النوعية أيضا في درجات الحرارة العالية، وهو في ذلك يتماشى مع نموذج أينشتاين وقانون دولون-بتي. ولكنه لا يعطي نتائجا دقيقة في درجات الحرارة المتوسطة بسبب بساطة النموذج.

## اشتقاقه
يعتبر نموذج ديباي لحالة المواد الصلبة مناظرا لنموذج ماكس بلانك بشأن قانون إشعاع الجسم الأسود ، حيث تُعامل الأشعة الكهرومغناطيسية كما لو كانت غاز فوتونات في صندوق. ويتعامل نموذج ديباي مع اهتزازات الذرات في المادة الصلبة على أنها فونونات في صندوق (الصندوق هو المادة الصلبة). ونجد أن معظم الحسابات في الحالتين متشابهة.
وكانت الطريقة التي اتبعها ديباي لاشتقاق القانون طريقة التبسيط وسهلة. فهو يعتبر المادة الصلبة عبارة عن وسط مستمر، وو جد أن عدد حالات الاهتزاز بترددات أقل من حد معين تصل إلى حد ثابت طبقا للعلاقة:
{\displaystyle n\sim {1 \over 3}\nu ^{3}VF\,,}
حيث:
{\displaystyle V} حجم المادة الصلبة (وتحتوي على عدد N من الذرات)،
{\displaystyle F} هي معامل قام بحسابة بالاستعانة بمعامل المرونة والكثافة.
ثم قام بربط تلك العلاقة بالطاقة الناتجة من هزاز توافقي عند درجة حرارة T بحيث تؤدي إلى طاقة U مقدارها:
{\displaystyle U=\int _{0}^{\infty }\,{h\nu ^{3}VF \over e^{h\nu /kT}-1}\,d\nu \,,}
عندما تصل ترددات الاهتزازات إلى ترددات عالية جدا. تلك الصيغة تعطي الحرارة النوعية بدقة عند درجات الحرارة المنخفضة. ثم وجد ديباي أن تلك الطريقة سوف تؤدي إلى عدد من حالات الاهتزاز قدرها
{\displaystyle 3N} لعدد N من الذرات. وافترض أن طيف الترددات في حالة المادة الصلبة سيتبع العلاقة السابقة حتى تصل إلى حد أعلى للتردد {\displaystyle \nu _{m}} بحيث يكون عدد الحالات الكلي {\displaystyle 3N}:
{\displaystyle 3N={1 \over 3}\nu _{m}^{3}VF\,.}
وعرف ديباي أن هذا الافتراض لن يكون صحيحا (فالترددات العالية سوف تكون أكثر كثافة عما اخذه في الاعتبار) ، ولكن عرف في نفس الوقت أن تلك المعادلة تكون صحيحة في درجات الحرارة العالية وتؤدي إلى قانون دولون-بتي . وبناء على ذلك تبلغ الطاقة المحسوبة:
{\displaystyle U=\int _{0}^{\nu _{m}}\,{h\nu ^{3}VF \over e^{h\nu /kT}-1}\,d\nu \,,}
{\displaystyle =VFkT(kT/h)^{3}\int _{0}^{T_{D}/T}\,{x^{3} \over e^{x}-1}\,dx\,,}
حيث {\displaystyle T_{D}} هي {\displaystyle h\nu _{m}/k}.
{\displaystyle =9NkT(T/T_{D})^{3}\int _{0}^{T_{D}/T}\,{x^{3} \over e^{x}-1}\,dx\,,}
{\displaystyle =3NkTD_{3}(T_{D}/T)^{3}\,,}
حيث {\displaystyle D_{3}} هي دالة سميت فيما بعد دالة ديباي من الدرجة الثالثة.
تبين المعادلة الأخيرة اعتماد الحرارة النوعية لمادة صلبة على درجة الحرارة بالقوة T3 عند درجات حرارة منخفضة جدا، ونستخدمها في تعيين تغير الإنتروبي بدرجة الحرارة.

## نتائج النموذج

### درجات الحرارة
يعطي النموذج قيما دقيقة للسعة الحرارية وتغيرها بتغير درجة الحرارة، وبصفة خاصة في درجات الحرارة المنخفضة جدا ودرجات الحرارة العالية جدا.
فعند درجات الحرارة المنخفضة، مثلا عندما تكون {\displaystyle T\ll \Theta _{\mathrm {D} }} 
(وتسمى {\displaystyle \Theta _{\mathrm {D} }} درجة ديباي )
- يُعطى جزء السعة الحرارية الذي يُعزى إلى الفونونات (الاهتزازات) بالعلاقة:

{\displaystyle C_{\mathrm {v} }={12\pi ^{4}Nk_{\mathrm {B} } \over 5}\cdot {T^{3} \over \Theta _{\mathrm {D} }^{3}},}
حيث:
{\displaystyle \Theta _{D}={\frac {\hbar \omega _{D}}{k_{B}}}}
درجة ديباي ، ويدخل فيها ثابتين:
ثابت بلانك المخفض {\displaystyle \hbar }
و ثابت بولتزمان {\displaystyle k_{\mathrm {B} }} 
و  {\displaystyle \omega _{D}} وهي خاصية اهتزازية تعتمد على نوع المادة.
وتتناسب درجة ديباي (درجة حرارة ديباي) تناسبا طرديا مع سرعة صوتية فعلية
{\displaystyle \ c_{\rm {eff}}} ، تنشأ عن موجة صوتية عرضية بنسبة 2/3 وموجة صوتية طولية بنسبة 1/3 (داخل المادة الصلبة) ، طبقا للمعادلة:
{\displaystyle {\frac {1}{\Theta _{\mathrm {D} }^{3}}}\propto {\frac {1}{c_{\rm {eff}}^{3}}}:={\frac {1}{3}}\left({\frac {2}{c_{t}^{3}}}+{\frac {1}{c_{l}^{3}}}\right).}
- عند درجات الحرارة العالية، عندما تكون {\displaystyle T\gg \Theta _{D}},

تنطبق معادلة الطاقة الداخلية التالية:
{\displaystyle U=3Nk_{\mathrm {B} }T}
بالتالي ينطبق على السعة الحرارية:
{\displaystyle C_{\mathrm {v} }=3Nk_{\mathrm {B} }\,}
وفي تلك الحدود لدرجة الحرارة العالية نرى أن معادلة ديباي تتطابق مع قانون دولون-بتي ، وكذلك مع نموذج أينشتاين.
- في حيز درجات الحرارة العالية وحيز درجات الحرارة المنخفضة تعطي معادلة ديباي القيمة الدقيقة للسعة الحرارية لمادة، إلا أنها لا تعطي قيما دقيقة لها في درجات الحرارة المتوسطة، أي أن معادلة ديباي تحتاج إلى اعتبار بعض المرثرات الأخرى. وانطباق معادلة ديباي عند درجات الحرارة المنخفضة يعود إلى الحد

{\displaystyle \omega \ll \omega _{D}} لتقريب ديباي الذي ينطبق على
{\displaystyle g(\omega )} ، كذلك يكون المعادلة صحيحة في حيز درجات الحرارة المرتفعة حيث تعطي معادلة ديباي لمجموع ترددات الاهتزازات:
{\displaystyle \int _{0}^{\omega _{\rm {max}}}g(\omega )\,{\rm {d}}\omega \equiv 3N}